# Galium binifolium
Galium binifolium är en måreväxtart som beskrevs av Norman Arthur Wakefield. Galium binifolium ingår i släktet måror, och familjen måreväxter.

## Underarter
Arten delas in i följande underarter:
- G. b. binifolium
- G. b. conforme